# Oxystigma cyanofrons
Oxystigma cyanofrons är en trollsländeart som beskrevs av Williamson 1919. Oxystigma cyanofrons ingår i släktet Oxystigma och familjen Megapodagrionidae. Inga underarter finns listade i Catalogue of Life.